# Аксубаєвський район
Аксубаєвський район (рос. Аксубаевский район, тат. Aqsubay rayonı, Аксубай районы) — адміністративна одиниця Республіки Татарстан Російської Федерації.
Адміністративний центр — селище міського типу Аксубаєво.

## Адміністративний поділ
До складу району входять одне міське та 20 сільських поселень:
1. міське поселення селище міського типу Аксубаєво.
2. Біловське сільське поселення — село Нове Узеєво.
3. Ємелькінське сільське поселення — село Ємелькіно.
4. Карасинське сільське поселення — деревня Караса.
5. Кривоозерське сільське поселення — село Кривоозерки.
6. Мюдовське сільське поселення — селище Мюд.
7. Новоаксубаєвське сільське поселення — село Нове Аксубаєво.
8. Новоібрайкінське сільське поселення — село Нове Ібрайкіно.
9. Новокіреметське сільське поселення — село Нова Кіреметь.
10. Савруське сільське поселення — село Старі Савруші.
11. Староібрайкінське сільське поселення — село Старе Ібрайкіно.
12. Староільдеряковське сільське поселення — село Старе Ільдеряково.
13. Старокіреметське сільське поселення — село Стара Кіреметь.
14. Старокіязлинське сільське поселення — село Старі Кіязли.
15. Старотатарсько-Адамське сільське поселення — село Старий Татарський Адам
16. Старотімошкінське сільське поселення — село Старе Тімошкіно.
17. Староузеєвське сільське поселення — село Старе Узеєво.
18. Сунчелєєвське сільське поселення — село Сунчелєєво.
19. Трудолюбовське сільське поселення — село Трудолюбово.
20. Урмандєєвське сільське поселення — село Урмандєєво.
21. Щербенське сільське поселення — село Щербень.